# Vlad Vodă Miloș
Vlad IX Miloș (d. 6 august 1589) a fost fiul lui Miloș și nepotul de frate lui Alexandru II Mircea. Și domn al Țării Românești timp de 18 zile în 1589.

## Căsătoria și familia
Vlad vine din Familia Drăculeștilor, ramură a Dinastiei Basarab, deci descendent a lui Vlad Țepeș. Tatăl lui a fost Miloș, fiul lui Mircea al III-lea Miloș, deci nepot de frate lui Alexandru al II-lea Oaie Seacă și vărul lui Mihnea al II-lea Turcitul. După moartea tatălui său, în 1577, Vlad își petrece majoritatea timpului la Constantinopol. În Iunie 1587, el se căsătorește cu Velica, nepoata de fiică a lui Mircea Ciobanul și a Chiajnei. Ei au avut o fată, Ecaterina.

## Domnia
După moartea Ecaterinei Salvaresso, mama și sfătuitoarea lui Mihnea, Vlad devenise pretendent la tronul Valahiei. Vlad, cu susținerea unchiului său, Petru Șchiopul, a deținut tronul Valahiei între 19 Iulie 1589 și până la moartea sa în 6 August 1589.Moartea lui Vlad e controversată, ori a murit de o boală sau poate a fost otrăvit chiar de vărul său Mihnea.

## Portretul
Vlad ar fi avut un portret la Mănăstirea Bucovățu Vechi, dar care i-a fost răzuit de Mihnea Turcitul, care l-a succedat.